# Душечка
«Душечка» — рассказ Антона Павловича Чехова, написанный в декабре 1898 года. Впервые опубликован в журнале «Семья» (1899, № 1). Был включён в 9-й том прижизненного собрания сочинений Чехова, выпущенного книгоиздателем Адольфом Фёдоровичем Марксом. В рассказе отразились жизненные впечатления и воспоминания Чехова, связанные с его пребыванием в Таганроге, Москве, Ялте; в нём воспроизведены реальные приметы времени. Образ главной героини вызвал неоднозначную реакцию у современников Чехова, хотя в целом «Душечка» была тепло принята литературным сообществом России рубежа XIX—XX веков. В 1906 году Лев Николаевич Толстой напечатал рассказ в составленном им сборнике «Круг чтения», сопроводив публикацию послесловием, в котором представил свою трактовку сюжета и авторского замысла «Душечки».
В 1966 году рассказ был экранизирован на киностудии «Мосфильм» (в главной роли — Людмила Касаткина).

## Сюжет
Оленька Племянникова, которую в городе за кроткий нрав называют душечкой, живёт в Цыганской слободке, недалеко от сада «Тиволи»; во флигеле близ её дома квартирует антрепренёр Кукин. Более всего его волнуют две проблемы: дождливая погода, мешающая зрителям посещать представления в его театре, и дурные вкусы публики, которая серьёзным постановкам предпочитает балаган. Выйдя замуж за Кукина, Оленька становится его помощницей. Она сидит на кассе, следит за работой буфета, контролирует поведение актёров. В один из дней антрепренёр уезжает в Москву за новой труппой. Вскоре героиня получает телеграмму, извещающую о скоропостижной смерти мужа.
Затем в жизни молодой вдовы появляется управляющий лесным складом купца Бабакаева Василий Андреевич Пустовалов. Они женятся, и Оленька вместе с мужем начинает торговать древесиной. В её лексиконе появляются слова «балка», «кругляк», «лафет»; она рассказывает покупателям о тарифах, ценах и процентах. Когда через шесть лет после свадьбы Пустовалов, простудившись, тяжело заболевает и умирает, Оленька в течение полугода не снимает траурных одежд.
Следующим увлечением Оленьки становится полковой ветеринар Смирнин. Теперь её волнуют проблемы грамотного ветеринарного надзора, и в разговорах со знакомыми она упоминает про необходимость повышенной заботы о домашних животных. Когда полк Смирнина переводят в другой регион, в жизни Оленьки наступает пустота. Проходят годы, и ветеринар возвращается вместе с женой и девятилетним сыном Александром. Ожившая Оленька поселяет семью в своём доме, а сама перебирается во флигель. Теперь смыслом её жизни становится забота о мальчике Саше: она провожает его в гимназию, учит с ним уроки и рассказывает всем о сложной программе первого класса. Более всего она боится, что уехавшая в Харьков жена Смирнина заберёт у неё ребёнка.

## История создания и публикации
В записных книжках Чехова сохранились заметки, свидетельствующие о том, что замысел будущего рассказа созревал и менялся у автора на протяжении десяти лет. Судя по черновым наброскам, Антон Павлович изначально планировал написать повесть, в которой фигурировала бы героиня, «излучающая любовь и ласку» и способная с теплотой смотреть на всё, что её окружает: «К старым, отживающим креслам, стульям и кушеткам Ольга Ивановна относилась с такой же почтительной нежностью, как и к старым собакам и лошадям». Произведение так и не было создано, хотя некоторые его мотивы обнаруживаются в «Рассказе неизвестного человека» (1892) и повести «Три года» (1895).
Непосредственное формирование сюжета «Душечки» началось, судя по чеховским записным книжкам, в 1893—1894 годах — предварительная авторская задумка выглядела так: «Была женой артиста — полюбила театр, писателей, казалось, вся ушла в дело мужа, и все удивлялись, что он так удачно женился; но вот он умер, она вышла за кондитера, и оказалось, что ничего она так не любит, как варить варенье…». Затем разрабатываемая тема была отложена, и Чехов вернулся к ней лишь в 1898 году — по данным исследователей, рассказ был начат ориентировочно 26 ноября и написан в Ялте в течение десяти дней.
В декабре 1898 года Антон Павлович отправил «Душечку» Николаю Эфросу, работавшему в секретариате газеты «Новости дня» и занимавшемуся выпуском литературного приложения к основному изданию — еженедельного журнала «Семья». Переписка между Эфросом и Чеховом свидетельствует о том, что Николай Ефимович, давно просивший Антона Павловича дать ему для публикации «рассказ, маленькую повесть, что хотите», немедленно выслал гонорар и пообещал направить для сверки корректорскую версию рассказа.
Известие о том, что «Новости дня» получили «Душечку», быстро распространилось в газетно-журнальной среде — так, соиздатель газеты «Курьер» Ефим Коновицер 16 декабря откликнулся на событие отправленной в Ялту телеграммой: «Редакция „Курьера“ уполномочила меня слёзно просить Вас прислать рассказ новогодний номер внемлите просьбе не откажите». Публицист Виктор Гольцев, сотрудничавший с «Курьером», послал Чехову письмо, наполненное вопросами: «Дорогой друг, что случилось? Неужели ты попал в „Семью“ Липскерова? Неужели „Новости дня“ достойнее „Курьера“? Мы почувствовали и личное оскорбление». Журналист Пётр Сергеенко, с которым Чехов был знако́м с таганрогских времён, заметил в те дни, что «Эфрос не по чину берёт».
«Душечка», согласно договорённостям, вышла в 1-м номере «Семьи» за 1899 год, однако сам Чехов остался не слишком доволен совместной работой: он считал, что редакция проявила медлительность на этапе допечатной подготовки, а позже сообщал, что Эфрос долго не реагировал на его просьбы прислать журнал с публикацией. Готовя «Душечку» к включению в собрание своих сочинений, издаваемое Адольфом Марксом, писатель устранил некоторые стилистические и синтаксические неточности.

## Герои и возможные прототипы

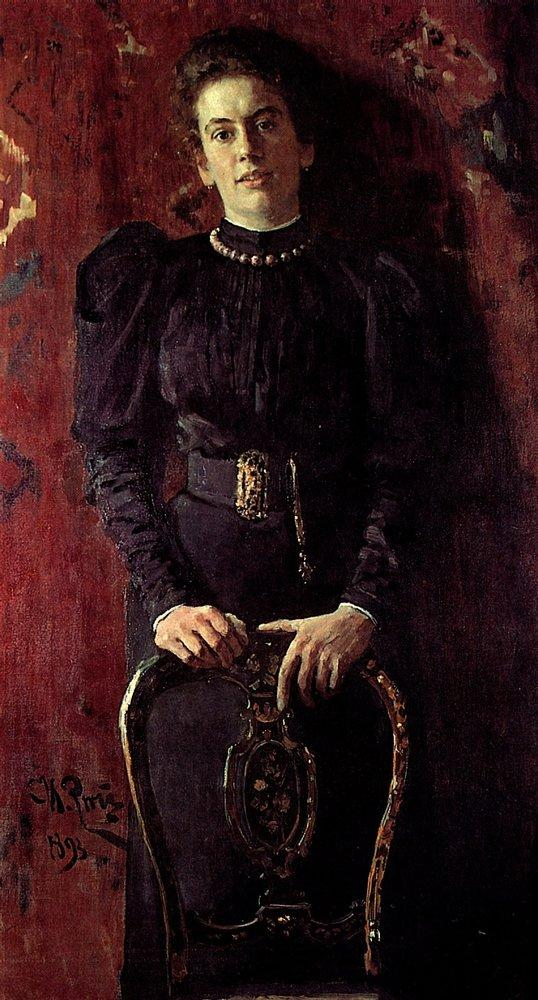
Т. Л. Толстая узнала в «душечке» себя. Портрет работы И. Е. Репина, 1893

Дочь Льва Николаевича Толстого — Татьяна Львовна Сухотина-Толстая — после прочтения «Душечки» не без смущения призналась, что узнала в Оленьке Племянниковой себя. Литературное сообщество конца XIX века вообще с большим интересом обсуждало тему вероятных прототипов чеховских персонажей: черты женщин из окружения писателя (таких, как Софья Кувшинникова, Лика Мизинова, Лидия Авилова, Лидия Яворская) читатели находили в героинях рассказов «Попрыгунья», «Ариадна», «О любви». Изучая этот вопрос применительно к «Душечке», литературовед Михаил Громов писал, что образ Оленьки «не сводится к Авиловой или Т. Л. Толстой», потому что в нём заложена «высокая абстракция жизни».
Антрепренёр Кукин, ставший первым мужем героини, вызвал её сочувствие из-за череды неудач, связанных с отсутствием зрителей в его театре. Надсадные речи, произносимые обитателем флигеля («Пусть артисты подают на меня в суд! Что суд? Хоть на каторгу в Сибирь!»), трогают Оленькину душу и пробуждают в ней желание разделить с квартирантом все несчастья. Выйдя за Кукина замуж, она дословно воспроизводит в разговорах его фразы и «отождествляет себя с ним». По замечанию литературоведа Зиновия Паперного, антрепренёр в рассказе — фигура комическая: он много суетится, хлопочет, подсчитывает убытки, произносит пафосные речи и считает себя представителем высокого искусства. Присутствие «душечки» в своей жизни он воспринимает как дополнение к повседневным заботам и даже в первую брачную ночь не может отрешиться от тревог: «Он был счастлив, но так как в день свадьбы и потом ночью шёл дождь, то с его лица не сходило выражение отчаяния».
При создании образа второго мужа Оленьки, возможно, были использованы личные впечатления автора, который в 1898 году начал строительство своей дачи в Аутке. Подрядные работы выполнялись сотрудником лесного двора Бабакаем Кальфом, имя которого напоминает фамилию купца из «Душечки». В отличие от беспокойного Кукина, Василий Андреевич Пустовалов — человек солидный, степенный и основательный. Находясь рядом с ним, героиня быстро забывает про свой интерес к театру — теперь её жизнь заполнена не только складами с древесиной, но и неспешными выходами в церковь и баню, приготовлением сытных обедов, обустройством конторы. Как и в прежнем браке, Оленька полностью растворяется в муже.
Любовь «душечки» к ветеринару Смирнину рождается опять-таки из жалости: его семейная жизнь не складывается, он находится в разводе и отправляет бывшей супруге деньги на содержание сына Саши. Постепенно привязываясь к ветеринару, Оленька забывает о продаже древесины — теперь в круг её интересов входят вопросы распространения чумы у крупного рогатого скота и прочие недуги животных. После отъезда Смирнина героиня погружается в состояние полной апатии: «Её душа опустела, потому что жить самою собой, своими только делами и заботами „душечка“ не умела».
Возвращение ветеринара в Цыганскую слободку окрыляет Оленьку, и даже присутствие его жены (вскоре уехавшей) не может избавить героиню от радостного возбуждения: «Она больше не будет одна, кончилось её одиночество». Теперь в её жизни начинается новый этап, и связан он с заботами о мальчике Саше. По мнению исследователей, в образе девятилетнего гимназиста воплотились черты юного Серёжи Киселёва, сына знакомой Чехова, который жил в московском доме Антона Павловича в 1888 году.

Казалось бы, привязанность «душечки» к ребёнку Саше — совсем иная материя, чем её любовь к Кукину, Пустовалову, Смирнину. Но это не так: основа её увлечений во всех случаях — материнское, стихийное, не раздумывающее чувство, жалостливость, доброта, готовность обласкать, одарить, отдать всё до конца.

## Приметы времени

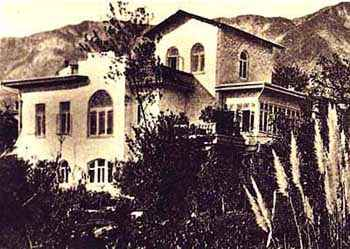
Дом Чехова в Ялте. 1899

Переехав в Ялту осенью 1898 года, Чехов достаточно быстро изучил городскую среду. Некоторые наблюдения писателя нашли отражение в «Душечке». К примеру, проблемы, с которыми сталкивается Кукин, пытающийся «приступом взять своего главного врага — равнодушную публику», во многом совпадали с реальным положением дел в ялтинском театре. Его руководитель С. Н. Новиков, заключивший договор на аренду помещений, прилагал массу усилий для приглашения в город гастролирующих артистов и трупп. Однако зрители почти не реагировали на афиши; не помогало даже сезонное снижение цен на билеты. Газета «Крымский курьер» писала в октябре 1898 года, что прибывшее в Ялту Товарищество русских драматических артистов, «стараясь примениться ко вкусам публики», спешно заменило серьёзные драматические постановки «лёгкой комедией и фарсами… Комедии и фарсы также не посещались публикой».
Оленька, рассказывая знакомым о необразованности зрителей, упоминает о двух сценических произведениях, прошедших в почти пустом зале, — «Фаусте наизнанку» Флоримона Эрве и «Орфее в аду» Жака Оффенбаха. Эти оперетты не значились в списке постановок ялтинского театра, однако литературоведы предполагают, что Чехов мог познакомиться с ними в юношеские годы в Таганроге. Кроме того, летом 1898 года Антон Павлович, находившийся в течение нескольких дней в Москве, посетил театр «Эрмитаж», в репертуар которого были включены оба спектакля.
То, что третьим увлечением «душечки» становится именно ветеринар, — не случайно: по данным исследователей, в конце 1890-х годов в Ялте проходил громкий, освещаемый местной прессой судебный процесс о нарушениях в городских бойнях. Чехову была близка эта тема: в первой половине 1890-х годов он как земский врач присутствовал на заседаниях Серпуховской санитарно-врачебной службы, анализировавшей ветеринарную деятельность. Интерес писателя к судебному делу о слабом контроле за обследованием животных подогревался также рассказами ялтинских знакомых Антона Павловича — певца Дмитрия Усатова и санитарного врача города Павла Розанова. По замечанию литературоведа Анны Мелковой, эти и другие приметы реальной действительности, включённые в рассказ, свидетельствовали о стремлении Чехова соединить вымысел с «точными чертами современной жизни».

## Отзывы
Рассказ был напечатан в «Семье» 3 января 1899 года, и уже на следующий день на него поступил первый отклик: москвичка, представившаяся «усердной читательницей и почитательницей» Антона Павловича, просила автора ответить на ряд вопросов — её, в частности, интересовало, почему Чехов «остановился на подобном типе женщины». Образ Оленьки, по словам читательницы, вызвал у неё сострадание и недоумение. Иное мнение прозвучало в письмах прозаика Елены Михайловны Шавровой, которая нашла «душечку» «милым» персонажем и сообщила, что журнал с публикацией рассказа был прочитан в её доме многократно.
По воспоминаниям благотворительницы Зинаиды Морозовой, она была настолько тронута содержанием рассказа, что в знак признательности отправила Чехову в Ялту подушечку с вышивкой «За Душечку». Тот в ответ сообщил, что «многие строгие дамы недовольны его рассказом: „Пишут мне сердитые письма“». Театральный режиссёр Владимир Немирович-Данченко, познакомившийся с чеховским произведением лишь в 1903 году, назвал его «прекрасной вещью»: «„Душечка“ — это не тип, а целый вид. Все женщины делятся на „душечек“ и какой-то другой „вид“, причём первых — 95 %, а вторых только 5».

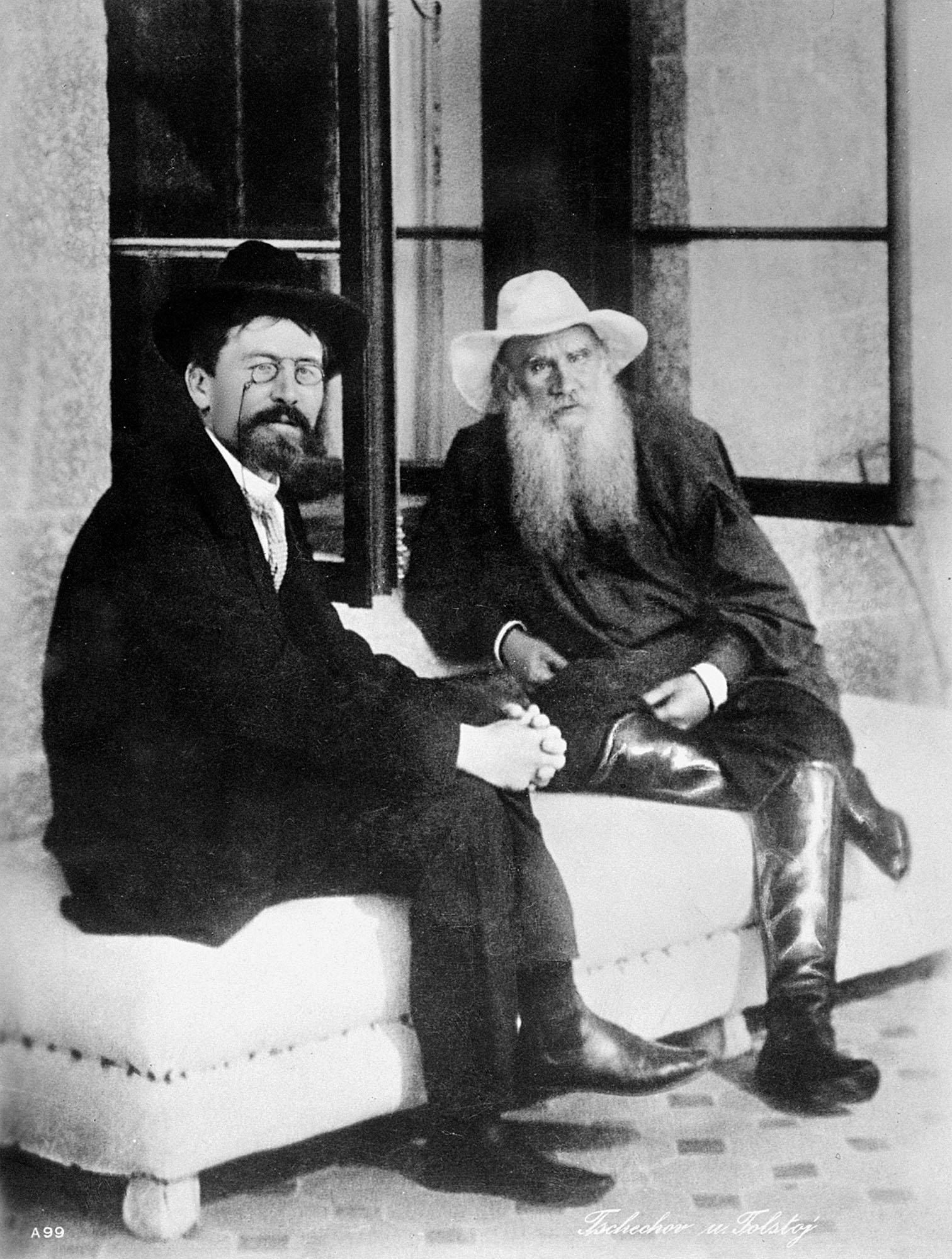
А. П. Чехов и Л. Н. Толстой. Лев Николаевич с разрешения издателя А. Ф. Маркса включил «Душечку» в книгу «Круг чтения» (1906) и написал к рассказу послесловие

Большое впечатление «Душечка» произвела на Льва Толстого: в его доме только в январе 1899 года как минимум трижды устраивались чтения рассказа. По свидетельству Петра Сергеенко, доставившего номер «Семьи» писателю, Лев Николаевич с удовольствием обсуждал историю жизни Оленьки Племянниковой и легко цитировал отдельные фрагменты произведения. Когда в доме появлялись гости, Толстой встречал их вопросом: «Читали новый рассказ Чехова — „Душечку“? Нет? Хотите послушать?». Музыкант Александр Гольденвейзер, находившийся у Толстых во время этих чтений, писал:

Читал Лев Николаевич чудесно. Очень просто, как будто сам что-то рассказывал… Единственным минусом его чтения было то, что он не всегда мог оставаться беспристрастным. В комических местах иногда сам начинал до слёз смеяться, а в трогательных обливался слезами.
Подобные чтения «Душечки» устраивались зимой 1899 года и в других домах. Как рассказывал профессор Московского университета Александр Фохт, ему не только довелось присутствовать в такой момент в гостях у юриста Николая Давыдова, но и выступить в роли чтеца. Реакция слушателей, среди которых были судья Анатолий Кони, историк Василий Ключевский и актёр Александр Сумбатов-Южин, оказалась весьма тёплой; при обсуждении собравшиеся говорили о том, что «Чехов думал сделать свою героиню смешной, но она вышла симпатичной, получился непосредственный женский тип, исполненный детской доброты».
Гораздо более жёстко оценил образ Оленьки Племянниковой в 1904 году Максим Горький — он назвал её героиней, «не способной к протесту», «шмыгающей, как серая мышь» и умеющей лишь «так рабски, так много любить». Аналогичное мнение высказал журналист Александр Глинка, писавший под псевдонимом Волжский, — в «душечке» он увидел «редкий по своей выразительности экземпляр из категории бессознательно-равнодушных людей Чехова».
В 1906 году Лев Толстой при составлении «Круга чтения», представляющего собой «мысли многих писателей об истине, жизни и поведении», включил в сборник и «Душечку». Рассказ, напечатанный с небольшими сокращениями, сопровождался послесловием, в котором Лев Николаевич дал собственную трактовку чеховского произведения. По словам Толстого, работа над ним совпала с зарождением новых общественных идей, — речь, в частности, идёт «о неясном представлении о новой женщине, об её равноправии с мужчиной, развитой, учёной». Лев Николаевич считал, что именно «женский вопрос» и желание показать, какой «не должна быть женщина», заставили Чехова обратиться к истории Оленьки Племянниковой. «Валак общественного мнения приглашал Чехова проклясть слабую, покоряющуюся, преданную мужчине, неразвитую женщину… но бог поэзии запретил ему и велел благословить», — писал Толстой в послесловии.

## Художественные особенности

### Авторский путь от замысла к воплощению
По замечанию литературоведа Андрея Туркова, начало рассказа, в котором стоящий во дворе дома Кукин смотрит на небо и патетично восклицает, что дождь — «это петля», напоминает завязку ранних историй Антоши Чехонте, и читатель вправе ожидать, что далее последует некое подобие анекдота с занимательным сюжетом. Однако постепенно интонация произведения меняется; при этом метаморфозы происходят не с героиней, которая с первой до последней страницы «остаётся эхом чужих мнений», а с автором.
В записных книжках Антона Павловича будущая «душечка» выглядит как пародийный персонаж и напоминает управляемую театральную куклу, которая любит не мужей, а их пристрастия, увлечения, жизненные интересы. В итоговой редакции смешным оказывается, напротив, Кукин, по отношению к которому Оленька испытывает настоящее чувство. Столь же сильный контраст между замыслом и окончательным вариантом просматривается в истории со вторым замужеством героини: вместо кондитера, фигурирующего в предварительных набросках, в рассказе появляется управляющий лесным складом Пустовалов. Он — по сравнению с нелепым антрепренёром — человек внушительный и вальяжный: «Разница подчёркнута и в фамилиях: „Кукин“ — что-то малосолидное, смешное, куцее; „Пустовалов“ — более монументальное и представительное». Лёгкая авторская насмешка, присутствующая и в черновике, и на первых страницах рассказа, по мере движения сюжета уступает место мягким нотам. В финале «Душечки» иронии уже нет места.

История рассказа «Душечка» представляет собой движение от сатиры к лирике. При этом сатира не перестаёт быть самою собою, не утрачивает своей иронии, но как бы смягчает приговор персонажу… И мы снова убеждаемся: записные книжки Чехова — мир особый. Мир предобразных туманностей, в котором неясно различаются контуры будущих лиц, судеб, сюжетов.

### Стиль и композиция
Анализируя композицию рассказа, исследователи обращают внимание на определённое «взаимоуподобление» событий и ситуаций, благодаря которому в значительной степени раскрывается характер главной героини. Так, после отъезда Кукина, отправившегося в Москву набирать труппу, в их дом приносят телеграмму, извещающую о скоропостижной кончине антрепренёра. В финале «Душечки» Оленька просыпается от ночного стука в калитку и замирает от страха: ей представляется, что почтальон принёс депешу из Харькова от Сашиной матери, решившей забрать себе сына. Подобное повторение мотивов, в каждом из которых есть предчувствие неминуемой беды (телеграммы в обоих случаях означают для героини смерть), показывает, что «в „Душечке“ особенного искусства достигло умение Чехова соотносить между собой „главки“, детали, фразы».
Одним из художественных приёмов, используемых Чеховым в «Душечке», является, по словам литературоведа Анатолия Чудакова, включение в авторский текст «голоса» того или иного персонажа. К примеру, повествуя о сердечной привязанности Оленьки к Кукину, Антон Павлович писал: «Публику она так же, как и он, презирала за равнодушие к искусству и за невежество» — в этой фразе речь рассказчика переплетается с лексикой антрепренёра и его жены. Другая стилистическая особенность — появление в рассказе авторских вопросов и ответов — обнаруживается и в начале произведения, и в конце, когда «душечка» смотрит вслед уходящему в гимназию Саше: «За этого чужого мальчика, за эти ямочки на щеках, за картуз, она отдала бы всю свою жизнь… Почему? А кто ж его знает — почему?».
Чехов не только в «Душечке», но и в других произведениях стремился раскрыть характер персонажей с помощью элементов «предметного мира»; порой для передачи настроения героя достаточно было одной неожиданной детали. Так, при описании душевного состояния Оленьки, в которой жизнь после отъезда ветеринара Смирнина точно замерла, Антон Павлович использовал бытовую подробность: «Теперь она была уже совершенно одна. Отец давно уже умер, и кресло его валялось на чердаке, запылённое, без одной ножки». Значимость этого внезапного штриха усиливается, если принять во внимание, что ранее автор не упоминал ни о мебели в доме «душечки», ни об её отце, утверждает Чудаков.

## Литературная перекличка
Среди литературных «родственниц» Оленьки Племянниковой исследователи выделяют прежде всего Агафью Матвеевну Пшеницыну из романа Ивана Гончарова «Обломов». Героинь сближает неудержимое желание «облекать, греть, нежить и покоить» близких им людей. И та, и другая наделены даром жертвенной любви — «полной, невзыскующей и живущей лишь собой, да присутствием любимого, да ровной силой все прибывающего самозабвения». При этом спектр личных переживаний «душечки» всё-таки несколько богаче, чем Пшеницыной: для Оленьки любовь означает не только безоглядность чувств, но и способность легко менять свои воззрения и суждения в зависимости от интересов очередного спутника жизни, тогда как Агафью Матвеевну отличает полное «отсутствие рефлексии» по поводу душевных переживаний её избранника.
Другая литературная «предшественница» чеховской героини, демонстрирующая готовность стать чужой тенью, фигурирует в цикле очерков Михаила Салтыкова-Щедрина «Благонамеренные речи» — её зовут «кузина Машенька». Рассказчик вспоминает, что знал её ещё шестнадцатилетней девушкой, при взгляде на которую можно было испытывать лишь умиление. Их новая встреча происходит двадцать лет спустя; за это время Мария Петровна не изменилась ни внешне, ни внутренне: «Возьми теперь эту тридцатисемилетнюю девочку за руку и веди её, куда тебе хочется… И что всего важнее, нигде она не пропадёт, ничем её не собьёшь, кроме разве, что найдётся и ещё кто-нибудь и тоже возьмёт её за ручку, и тоже поведёт, куда ему хочется».
История жизни «душечки» сопоставима с постепенным перерождением другого чеховского персонажа — доктора Старцева из рассказа «Ионыч». Став женой Пустовалова, Оленька с готовностью отрекается от прежних увлечений; когда знакомые предлагают супругам посетить театр или цирк, героиня степенно отвечает, что на развлечения им с Васечкой не хватает времени: «В театрах этих что хорошего?» Подобным образом Ионыч, забыв про свою былую любовь к Катерине Ивановне Туркиной, в разговорах с горожанами демонстрирует отчуждённость: «Это вы про каких Туркиных?».

## Экранизация
В 1966 году режиссёр Сергей Колосов снял на киностудии «Мосфильм» фильм по мотивам рассказа «Душечка». Роль Оленьки Племянниковой исполнила Людмила Касаткина, образ Кукина воплотил на экране Ролан Быков. В фильме также снимались Роман Ткачук (Василий Андреевич) и Валентин Никулин (ветеринар). Съёмки проходили в Суздале; местные жители и туристы, посещавшие город, участвовали в массовых сценах.